# Буквари код Срба
Буквари код Срба који су назив добили по старословенској речи (буки - слово), означавали су књигу помоћу које су Срби учили читање и писање слова. Они су одиграли важну улогу у развоју српске писмености, почев од оних буквара који су у српској култури, прво настајали под окриљем цркве и за потребе духовне просвете, а затим оних насталих на иницијативу самих аутора или оних савременијих подржаних и издаваних од стране просветних власти.
Како је буквар прво са чиме се ученици сусрећу на почеку свог школовања у настави српског језика и књижевности, отуда и велики значај овог учила кроз векове у настави почетног читања и писања.

## Историја
Српским, најстаријим штампаним букваром, сматра се Буквар инока Саве (Дечанца), из периода употребе српскословенског језика, објављен у Млецима (Венеција) 1597. године.
Од 1602. године почињу на тлу данашње Србије да се користe и руски буквари (на црквенословенском језику). Међутим највећи продор руских буквара настао је након доласка Максима Суворова у Сремске Карловце са 400 примерака буквара Теофана Прокоповича и 70 руских граматика црквенословенског језика (1726), када је покренута снажна обнова школовања богословског и учитељског подмлатка који ће касније деловати на свим српским просторима. Прокоповичев буквар доживеће низ издања, прештампавања на Цетињу 1836. године, као и у Новом Саду 1853. године. Са букваром Теофана Прокоповича ушао је рускоцрквени језик и рускоцрквена ћирилица у српску писменост и од тог времена је у употреби у српској цркви.
Од најстаријих буквара српских аутора значајан је Буквар Гаврила Стефановића Венцловића (1717. године) као најстарији сачувани рукописни примерак са иновацијама у словном саставу српске ћирилице (графије за ћ, ђ, џ).
Први српски буквари из 18. века, својим делом представљали су својеврсну црквену читанку, и пружали су даровитијим и ђацима са бољим памћењем прилику да науче наизуст, механички и без разумевања увод у веронауку. Зато, када би се од неког од њих затражило да прочита текст који до тад није имао пред очима, бивши катихумен, био је приморан да своју недоученост и полуписменост правда образложењем да „ту књигу није учио“. Они који су, поврх читања и мољења, умели још понешто написати, од народа су држани за мудраце и називани су књижевницима.
Следила је потом серија издања Захарије Орфелина (од 1764 до 1793), Буквар и Калиграфија у којима се јавља нови приступ неговању писане речи. Орфелин је до Доситеја Обрадовића представљао јединог писца који је своја дела штампао руском грађанском азбуком. Као и Буквар Павла Соларића из 1812. године, о коме се похвално изражавао и Вук Стефановић Караџић, пре него што је и сам написати и издао „Оглед српског буквара” у забавнику „Даница" за 1827. годину. Буквар Вука Стефановића Караџића (Беч 1827. године) први је српски штампани буквар на народном језику и реформисаној, српској ћирилици. Сам по себи представљао је неку врсту синтезе, први пут остварених настојања писаца претходних деценија на челу са великим реформатором српске ћирилице Савом Мркаљем. Међутим, као што је био забрањен Вуков нови правопис, тако ће и овај буквар у Србији доживети забрану коришћења „због језичких новина”. Буквар ће остати у употреби у Црној Гори, све док на иницијативу Петра Другог Петровића Његоша у „Митрополитској књигопечатњи" на Цетињу није угледао светлост дана „Српски буквар ради учења младежи црквеному и грађанскому читању” Димитрија Милаковића (1836).
| „ | Преношење знања о руској црквеној ћирилици (и рускословенском језику у Српској православној цркви), наставило је својим путем од 18. века до данас. У 19. веку, његовој првој половини пре званичног усвојења Вукове књижевно језичке и правописне реформе 1868. године протекле су многе деценије. У тим деценијама штампани су буквари прилагођени захтевима тадашњих друштвено-историјских и културно-историјских прилика на језику славеносрпском али у великој мери србизираном. Уз значајне појединце и институције које су давале подршку њиховом смелом уношењу новина у српску писменост треба поменути да су велику улогу одиграли издавачи и штампари на разним странама: у Венецији, Римнику, Будиму, Бечу, Београду и др. | ” |

Период старих буквара и букварске наставе завршава се појавом Буквара за основне школе Ђорђа Натошевића, штампаног у Београду 1870. године.
Временом у Србији ће доћи до иновација у методама овладавања почетним читањем и писањем, као и до експанзије уџбеничке и приручне литературе за ову намену. Према подацима Библиографије српских буквара др Борјанке Трајковић, до сада се на српском језику појавило скоро 700 наслова ове врсте (укључујући и издања објављена у дијаспори).

## Буквар Саве Инока Дечанца
Буквар Саве Инока Дечанца јеромонаха у манастиру Дечани, који је живео у 16. веку, први је српски буквар, и кључно дело којим је означен почетке писмености у Србији. Објављен је и штампан 1597. године у штампарији „Ђулијано Рампацети” у Венецији. Бурна историјска времена на простору Балканског полуострва утицала су на то да буквар вековима буде заборављен, тако да за њега није знао ни Вук Караџић писац једног од првих српских бувара, све док га током 1903. године, Љуба Стојадиновић није пронашао приређујући „Каталог Народне библиотеке Србије” и унео га као „Први српски буквар” инока Саве међу дела српске писмености.
Овај буквар сачуван је на четири листа на којима је изложен азбучни систем српскословенске ћирилице. На првој страници првог листа након симболичне инвокације представљене црвеним крстићем, наведени су сугласници у слогу са вокалом, на осталим страницама следе називи слова по узору на старословенски начин и на крају Оче наш.
Судећи по бувару, инок Сава је био један од образованијих Срба тога доба, који се разликовао рускословенски од српског и при писању буквара водио рачуна да уџбеник буде бар онолико српски колико је руски био за своје ученике. Такође инок Сава је данашњим филолозима омогућио да упореде оновременски рускословенски и српскословенски текст у штампаним књигама и уџбеницима.
Примерак првог српског буквара инока Саве нашао је с раја 19. века руски конзул у Скадру, израдио од њега неколико факсимила и послао у Београд. На основу ових факсимила Љуба Стојановић је штампао тај буквар у Гласу Академије наука, књ. 66, стр. 2224, 1903. године.
Репринт издања овог бувара настала су тек у 21. веку, када су дневни лист „Политика” и 20 година касније Завод за уџбенике поновним штампањем „Првог српског буквара” одлучили да се коначно скине вео тајни над овим капиталним делом писмености на српским просторима.

## Руски буквари код Срба
Све до почетка 18. века Срби су учили из руских буквара или „Московског буквара” како су га звали. Наиме како је у средњем веку Србија била под Османлијском окупацијом, све српске активност на описмењавању и тежњи да створи прва књига – буквар одвијала се на територији Војводине после Велике сеобе Срба под Арсенијем Чарнојевићем. Велику помоћ у организацији српских школа и снабдевању букварима пружили су Руси доносећи књиге на простор Војводине, а међу њима и московске букваре.

Значај Прокоповичевог буквара (званог „Московски буквар”) огледа се пре свега у чињеници да је са њиме ушао рускословенски језик у српску школу (и остао до данас у црквеној употреби код нас), а потом да је у току целог 18. века прештампаван са незнатним изменама, које су каткад чињене компромисно да би се сачувала употреба овог типа црквеног и књижевног језика у Српској православној цркви и школству и на тај начин избегли покушаји унијаћења.

Са коришћењем ових бувара почело је тао што су први руски учитељи који су дошли у Сремске Карловце 1726. године, између осталог, донели са собом и 400 буквара Теофана Прокоповича, величине данашње ђачке свеске, штампаног у Москви 1724. године на рускословенском језику, и на руској црквеној ћирилици: „Первоје ученије отроком“. Букварски део књиге носи наслов:
„NАЧАЛНОЕ ОUЧÉNÏЕ Ч(Е)Л(О)ВH КWMЪ, ХОТã\ЫМЪОUЧИТИСã КNIГЪ Б(О)Ж(Е)СТВЕNNАГW ПИСANÏã“
Овај буквар на рускоцрквеном језику који је први пут прештампане код Срба у Римнику 1726. године, може се одредити атрибутом први, јер се ради о првом руском буквару који је штампан код Срба. Тај буквар је доживео већ наредних година два српска издања, такође, а рускословенском (непромењено).
Буквар је био тежак за учење, а почетна слова била су црквена. Из њих су између осталих прву писменост стицали Вук Караџић и Прота Матеја Ненадовић. У ствари, Вук и Прота Матеја учили су из буквара који је прештампаван више пута (у Римнику, Београду, Цетињу и Новом Саду). Осим овог великог московског буквара, користио се и мали „кијевски“, само много ређе.
Учени Срби су те руске књиге прештампавали и прерађивали, настојећи, да по угледу на руске, да унесу и неке оригиналне црте с обзиром на специфичност српског језика и средине у којој се живело. Дана се помиње неколико имена и неколико буквара насталих на основама Московског бувара:

### Прештампани московски буквар
Буквари који се јављају као самостална издања, а који у ствари представљају прештампавање или малу прераду тзв. московског буквара јесу:
Буквар Славенски
„Буквар Славенски” написао је Матије Караман, а издат је у Риму 1738. године. У њему се упоредо приказује ћирилица и глагољица што је јединствен пример у историји буквара.
Буквар Христифора Жефаровића
Овај буквар представља бакрорез који је штампан у Бечу између 1742. и 1744. године, о којем постоје подаци али није сачуван.
„Буквар мали”
„Буквар мали”, издат у Млецима око 1764. године, о којем такође постоје подаци али није сачуван.
Буквар с литерами греческим
Овај буквар штампан је у Венецији 1770. године.

## Рукописни Буквар Гаврила Стефановића Венцловића
Рукописни Буквар (Граматика или ученији писмени књижнего) Г. Ст. Венцловића састављен на српскословенском језику (Сентандреја, 1717), по узору на руске изворнике (Буквар славенскими, греческими и римскими писмени, Москва, 1701), најбоље илуструје у ком правцу ће се формирати наставни програм и језик српских основних школа првих деценија 18. века. Венцловићев буквар, оним својим делом који је представљао својеврсну црквену читанку, пружао је даровитијим ђацима с бољим памћењем прилику да науче наизуст, механички и без разумевања увод у веронауку.
Буквар је, поред уводног дела са 50 слова старе азбуке и још већим бројем титли, садржао и основне богослужбене текстове (Богородице дјево, Оче наш, Царју небесни, Вјерују, Десет Божијих заповести, молитве пре и после јела и спавања) на којима се учило срицати, писати и, по могућству, појати.

## Буквар Кипријана Рачанина
Буквар Кипријана Рачанина из 1717. године сматра се другим српским букваром, за кога се до открића Буквара инока Саве почетком 20. века веровало да је најстарији. Његов назив je „Буквар или наука дететом ин јуном“. Овај буквар прво није био штампан, већ се користио, у рукопису. Тек 1782. године буквар је одштампао Стојан Новаковић.
Након што је прешао у Угарску овај јеромонах донео је велики број рукописа и старих штампаних књига, србуља. Прво се задржао у Срему, потом је са патријархом Арсенијем III отишао у Сентандреју, где је био „обшчи духовник”. Ту је прикупио око себе неколико добро писмених калуђера и отпочео преписивање књиге „за оскудне србске цркве”, поучавајући млађе калуђере у писмености. Из његовог доба до данас је сачуван велики број преписа најразличнијих црквених књига.
Његово најзначајније дело је: „Букваръ или наука детем и юном, писан” из 1717. године по угледу на старије руске букваре из 17. века. У буквару се налази разноврсно црквено штиво, поучне изреке и први покушај српске метрике. У њему су дата основна правила стихотворства и известан број поучних стихова у врло неправилном дванаестерцу. Стихови су без вредности, али карактеристични као један од најранијих покушаја уметничке версификације код православних Срба.
| „ | Иако је Кипријан Рачанин читао и подражавао руске књиге, ипак се држао старог србског црквеног језика, у којем се јасно осећа утицај народног језика. Правопис му је фонетички, удешаван према особинама српскога језика. | ” |

## Буквар Захарија Орфелина
Буквар Захарија Орфелина штампан je 1767. или 1776. године, у Венецији, а продаван је по цени од 1,05 млетачких лира. Његов пуни назив je „Первое оученије хотјашчим оучитсја книг писмениславенскими називаемое Буквар”. Буквар је поред осталог садржао и методско упутство о томе како треба учити читати.
Орфелин је први указао на тешкоће при коришћењу методе срицања, и захтевао да ученици уче и читање и писање. Он је у Сремским Карловцима издао и књижицу „Новјејшија славенскија пропис” 1776. године у којој даје упутства о техници писања почев од црта и слова до текстова.
Орфелин је међу првима препоручио да се при учењу читања употребљавају словарице израђене на картону. Деца су требала по цео дан да се играју са тим картонима и тако играјући се да изуче слова, „а он их је награђивао воћем или колачима...тврдећи...да том методом свако може научити да чита за 15 дана.”
Нема података о томе ко је у Србији и где радио по овом буквару. Орфелинов буквар прештампан je 1793. у Бечу и слат као прилог уз календар.

## Буквар Павла Соларића
Међу старим српским букварима значајно место припада „Буквару славенском триазбучном” књижевника и просветитеља Павла Соларића (1779–1821) и једног од омиљених ученика Доситеја Обрадовића.
Соларићева књига, објављена је у Венецији 1812. године. Она није била само обичан буквар, мада је имала форму школске књиге, већ је Буквар славенски триазбучни је истовремено био прва српска научна расправа о глагољском, црквеном и руском грађанском писму. Јозеф Добровски, чувени слависта похвално је Соларићеву њигу и оценио је као буквар, истовремено замерајући Соларићу некритичност у појединим историјским питањима.
| „ | Павла Соларића су ценили Јернеј Копитар и Вук Караџић, што несумњиво треба довести у везу са његовом похвалом словенског писма у предговору Буквара: оно је „најлушче устројено писмо, где, како говори се, тако пише се, и како је написано, тако чита се“. Упркос томе, са становишта језика и писма Соларић у свом Буквару (који је не само штампан већ и пагиниран црквеним словима) свакако није претеча Караџићеве реформе. Због тога је историчар Димитрије Руварац (1842–1931) записао на свом примерку Буквара, који је као део библиотеке великог библиофила Јоце Вујића поклоњен Универзитетској библиотеци: „Кад човек помисли, да је оваким језиком могао писати Србин рођен у Писаници, где се најчистијим језиком говори, не може да се довољно начуди лудости пишчевој.“ Руварчева оцена ипак је великим делом анахронистична и говори о схватању језика у времену у коме је живео барем исто толико као о односу према језику у Соларићево доба. | ” |

## Бечки буквар
Знајући да ће српски православни живаљ моћи да држи под апсолутном контролом једино уколико га кроз црквено-образовни систем преведе у крило уније, бечки двор предузимао је низ административних мера којима је себи желео да осигура искључиву надлежност над просветним радом међу Србима, па тако и у области штампања школских књига. До отварања народних (малих, основних, словенских или тривијалних) школа за Српчад долазило је само у већим, богатијим и национално компактнијим православним општинама; међу староседелачким истицала се школа у Коморану (1690), а за ону у Баји поуздано се зна да је почела с радом још 1695. године. У свом привременом патријаршијском двору (конаку), у Сентандреји, Арсеније III имао је неку врсту училишта, и преписивачке радионице. Док је са Сечујем на Дунаву патријарх имао мање среће; његову молбу да на овом имању подигне придворни манастир, школу и штампарију, Беч никад није услишио. У таквим условима у школовању су се, уместо штампаних буквара, користиле крушкове дашчице, воштане таблице и рукоделисани буквари и наустице, али не и бекавица, часловац и псалтир.
Хабзбуршке власти су 1770. године, на иницијативу Илирске дворске канцеларије, дале бечком штампару Курцбеку дозволу да штампа српске књиге, после чега је уследило ширење просвете међу Србима и смањивање утицаја руских књига. Курцбек је 1770. прештампао руски буквар издат у Кијеву, а четири године касније, ради уједначења наставе у целој Хабзбуршкој монархији, прештампао је буквар Теофана Прокоповича који је допуњен текстом на немачком језику. Буквар, међутим, није наишао на најбољи пријем у српској средини.
Курцбек је 1781. године објавио нову верзију буквара за српске школе, тзв. „бечки буквар“, Буквар ради сербскаго јуношества в хунгарском кралевствије и присовокупљених јему предјелех, написан упоредо на рускословенском и немачком језику, који је све до половине 19. века прештампаван у Бечу и Будиму. У Србији је био у употреби све до 1839. године.

## Буквар Вука Караџића
У трећој деценији 19. века српска култура је постала богатија за један буквар штампан на народном језику реформисаном, српском ћирилицом – Буквар Вука Стефановића Караџића, објављеног у Бечу 1827. године.

## Буквар Исидора Станојевића
Буквар Исидора Станојевића објављен је 1846. године. Овај брзоуки буквар, како су га звали, назван је тако по његовој методи по којој се азбука могла савладати за 40 часова.
Исидор Стојановић у том свом буквару наводи и план извођења наставе за тих четрдесет часова.

## Буквар Петра Радовановића
Буквар Петра Радовановића, директора свију школа у Србији, један је од Буквара, за који је Попечитељство просвештенија године 1839. издало наредбу да се у школама предаје нов буквар штампан у Србији. По тим буквару извођена је настава почетног читања и писања у Србији, све до 1869. године.

## Буквар Ђорђа Натошевића
Након што je 1868. године усвојен Вуков правопис, Министарство просвете Кнежевине Србија расписала је конкурс за нови буквар са читанком. На конкурс се јавио и Ђорђе Натошевић који је написао, најбољи до тада, буквар под називом „Буквар за српске основне школе” који је штампан у Београду 1870. године. Његов велики напредак био је у томе што је писан новим Вуковим правописом и што је укинуо стари, дуго година коришћени метод срицања и увео очигледну наставу.
Буквар је имао следећу структуру: елементи за писање слова, слике нормалних речи, поред речи писано и штампано слово, испод слова речи и реченице од научених слова, велика слова са одговарајућим текстом, текст за читање и методичким упутством.
Са својим каснијим издањима Буквар је дуго био у употреби у Србији.

## Буквар Стеве Чутурила
Први Буквар Стеве Чутурила објављен је 1879, а последњи 1925. што значи да је коришћен 46 година у континуитету, а по неким претпоставкама и дуже, јер је дуже трајало издавање и дистрибуција..
Користио се у Црној Гори, Херцеговини, Краљевини Србији, на Крфу, у српским школама и избегличким центрима у Грчкој и Француској, те у Краљевини Срба, Хрвата и Словенаца. објављиван је на екавском и ијекавском изговору.
Описменио је многе генерације ученика, али и одраслих, претежно војника, јер је једно издање доживео и на Крфу 1916. године, у тешким ратним и избегличким условима. Сто хиљада примерака, колико је, захваљујући Министарству просвете одштампано, бесплатно су дељени ученицима и неписменим војницима на фронту, а одређени број примерака стигао је у Париз, Солун и на Корзику, у просветна одељења и у школе.
За скоро пола века Чутурилов Буквар квалитетом, бројем издања и тиражима нико није премашио, што је посебна и изузетна ситуација у уџбеничкој литератури.

## Буквар Михаила Јовића
Буквар са читанком Михаила Јовића који је штампан у Београду 1896. године и имао 23 издања, био је дуго употребљавани буквар пре Првог и измећу два светска рата. Јовић је такође уз овај буквар саставио и дечју словарицу у виду свешчице на чијим су узаним листићима била штампана слова подесна за цепање.

## Буквари између два светска рата
Буквара штампани измећу два светска рата, имали су за циљ да се сачини добра књига no којој ће ce ученици учити првој писмености. Ови писци буквара настојали су да унесу неке новине угледајући ce на букваре других народа. Сви писци ових буквара настоје да материјал који буквари садрже омогући активно учење.

### Буквар Чедомира Бушетића
Треба издвојити и Буквар Чедомира Бушетића који је штампан у Београду 1927. године. Taj буквар представља систематски, методички доследан и текстуално подесан уџбеник. Користи ce све до 1940. године.